# Mark Guthrie
Mark Andrew Guthrie (Buffalo, 22 settembre 1965) è un ex giocatore di baseball statunitense, membro dei campioni della World Series del 1991, i Minnesota Twins.
Suo figlio, Dalton Guthrie, giocò a baseball all'università della Florida e fu selezionato nel 6º round del Major League Baseball draft 2017 dai Philadelphia Phillies.

## Carriera

### Inizi e Minor League
Dopo essersi diplomato alla Venice High School di Venice, Florida, Guthrie frequentò l’ Università statale della Louisiana di Baton Rouge nella Louisiana, dove guidò la squadra in ERA nel 1985 e fu la prima squadra della SEC nel 1986. Venne originariamente selezionato nel 4º round del draft MLB 1986 dai St. Louis Cardinals, ma scelse di non firmare. In seguito fu selezionato dai Minnesota Twins nel 7º round del draft MLB 1987 e firmò. Iniziò a giocare nel 1988 nella classe A-avanzata con i Visalia Oaks.

### Major League
Guthrie debuttò nella MLB il 25 luglio 1989, al Hubert H. Humphrey Metrodome di Minneapolis, contro i Baltimore Orioles. Terminò la stagione con all'attivo 13 partite nella MLB e 21 nella minor league, di cui 14 nella Doppia-A e 7 nella Tripla-A.
Il 31 luglio 1995, i Twins scambiarono Guthrie e Kevin Trapani con i Los Angeles Dodgers per Ron Coomer, Greg Hansell, Jose Parra e un giocatore da nominare in seguito. Il 30 novembre fu inviato a Minneapolis il giocatore Chris Latham per completare lo scambio. Divenuto free agent il 29 ottobre Guthrie rifirmò il 6 novembre 1996 come svincolato con i Dodgers, dove rimase fino alla fine del 1998.
Dopo la sua militanza con i Dodgers, Guthrie firmò con il 19 dicembre 1998 con i Boston Red Sox.
I Red Sox lo scambiarono il 31 agosto 1999, assieme a un giocatore da nominare in seguito, con i Chicago Cubs. Il 1º settembre, i Red Sox inviarono Cole Liniak a Chicago per completare lo scambio.
Il 12 maggio 2000, i Cubs scambiarono Guthrie più una somma in denaro con i Tampa Bay Devil Rays per Dave Martinez. Il 31 luglio, i Devil Rays lo scambiarono, assieme a Steve Trachsel, con i Toronto Blue Jays per Brent Abernathy. Divenne free agent alla fine della stagione.
Il 5 gennaio 2001, Guthrie firmò con gli Oakland Athletics.
Il 14 dicembre 2001, gli Athletics scambiarono Guthrie e Tyler Yates con i New York Mets per David Justice. Divenne free agent a stagione 2002 conclusa.
Il 20 gennaio 2003, firmò nuovamente con i Cubs, rimanendovi per l'intera stagione.
Il 5 febbraio 2004, Guthrie firmò il suo ultimo contratto nella organizzazione della major league con i Pittsburgh Pirates.

## Palmarès

### Club
- World Series: 1

Minnesota Twins: 1991